# Гашербрум VII
Гашербрум VII (урду گاشر برم -7, англ. Gasherbrum VII) — гора гірського масиву Гашербрум у горах Каракорум на території регіону Гілгіт-Балтистан у Пакистані, поблизу кордону з Китаєм. Висотою — 6955 метрів.

## Географія
Вершина розташована у південно-західній частині гірського масиву Гашербрум, на північному сході регіону Гілгіт-Балтистан у Пакистані, за 3 км на південний захід від кордону з Китаєм, за 9 км на захід — північний-захід від гори Гашербрум I (8080 м) та за 18 км на південь — південний схід від найвищої гори Каракоруму — К2 (8611 м). Гашербрум VII, з відносною висотою 165 м, не розглядається як окрема гора, а як допоміжний пік гори Гашербрум V (7147 м). Вершину також ще називають Гашербрум V Північно-Західна (G V ПнЗ). Гора розташована на гребені, який простягся з півночі на південь, між горами Гашербрум IV (7925 м) — на півночі та Гашербрум V — на півдні, з вигином і відрогом, який простягся від Гашербрум VII на захід в сторону «Конкордії» з вершиною Гашербрум Близнюки (6877 м) та безіменним піком 6446.
З північно-західного схилу гори «стікає» одна з частин льодовика Гашербрум Західний, який «тече» на захід — південний-захід і «впадає» в «Конкордію». Зі східних і північно-східних схилів стікає одна з частин льодовика Гашербрум Південний, який «тече» на південь — південний схід і «впадає» у льодовик Абруці.
Абсолютна висота вершини 4955 метрів над рівнем моря. Відносна висота — 165 м. Топографічна ізоляція вершини відносно найближчої вищої гори Гашербрум V — становить всього 1,7 км.

## Історія підкорення
Марія Луїза Ерколані заявила про підкорення гори у 1986 році, але це не було офіційно підтверджено. Спроба Вальтера Хельзлера з Німеччини соло підкорити гору з південного схилу, також не увінчалась успіхом: за 200 метрів від вершини він був змушений повернути назад через загрозу сходження лавини.
Перше сходження на вершину гори здійснили італійські альпіністи Кала Чіменті (Cala Cimenti) та Франческо Кассардо (Francesco Cassardo) 20 липня 2019 року. 